# Bombus patagiatus
Bombus patagiatus là một loài Hymenoptera trong họ Apidae. Loài này được Nylander mô tả khoa học năm 1848.